# 25-а танково-гренадирска дивизия (Вермахт)
25-а танкова-гренадирска дивизия воюва в централната част на Източния фронт от юни 1943 до юли 1944 г. Тя е унищожена в обкръжението на изток от Минск и отново е сформирана през октомври 1944 г. След това тя се сражава във Франция през октомври 1944 до януари 1945 г. и в Източна Германия от януари до май 1945 г. Повечето от оцелелите се предават на Западните съюзници.

## История
25-а танкова-гренадирска дивизия отначалото е сформирана като пехотна дивизия съставена от шваби и баварци. Тя участва в Полската кампания и Битката за Франция. В края на 1940 г. тя е преустроена като моторизирана пехотна дивизия и участва в Операция Барбароса – нашествието в Съветския съюз през юни 1941 г. прикачена към Група армии „Център“ и воюва в СССР в продължение на две години преди да бъде реорганизирана като 25-а танкова-гренадирска дивизия през юни 1943 г. След още една година на тежки боеве дивизията е почти унищожена близо до Минск по време на съветската офанзива: оцелелите са реорганизирани в района на обучението на Майлау и 107-а танкова бригада. През ноември 1944 г. бригадата е обновена до дивизия в района на обучение Баумхолдер и е преименувана на 25-а танкова-гренадирска дивизия.
Новото подразделение е преместено във Франция в района на Люксембург и също на френската граница Сайрк-ле-Бен, когато тя воюва срещу забавянето на действието на 3-та армия до декември и после е преместена в Бич. Там тя воюва на линията „Мажино“ на укрепленията във Фортс (Ouvrage Simserhof) и (Ouvrage Schiesseck) под командването на обергрупенфюрер Макс Саймън, командир на 13-и СС корпус.
След 7-а армия офанзивните операции са били спрени през декември в резултат на Арденската офанзива. На 25 декември е изтеглена от линията и е разположена близо до Цвайбрюкен. След това тя взема участие и в Операция Северен вятър заедно с 21-ва танкова дивизия. Взети заедно тези дивизии са били за да се възползват от проникване направено или от 13-и СС корпус на запад или LXXXIX корпус заедно с XC корпус на изток с намерението за оделяне на 7-а армия на разстояние от 1-ва френска армия. Тя е изпратена обратно на Източния фронт да се защитава срещу съветското нападение на Одер северно от Берлин. Повечето от оцелелите и успели да избягат на запад се предават на британците или американците.

## Командири
- Генерал от пехотата Антон Грасер, (23 юни 1943 – 5 ноември 1943 г.)
- Генерал-лейтенант д-р Фриц Бенике, (5 ноември 1943 – 4 март 1944 г.)
- Генерал-лейтенант Павел Шюрман, (4 март 1944 – юли 1944 г.)
- Генерал-лейтенант Пол Шюрман (октомври 1944 – 10 февруари 1945 г.)
- Генерал-лейтенант Арнолд Бурмайщер (10 февруари 1945 – 8 май 1945 г.)

## Допълнителна информация
- Erwin Bodhm – Geschichte der 25. Division (in German)
- Wilhelm Schrode – Geschichte der 25. Division: Die Wiederaufstellung der 25. Pz.Gren.Div. (in German)